# Golęcino (województwo pomorskie)
Golęcino (kaszb. Gòlãcëno, niem. Gallenzin) – kolonia w Polsce położona w województwie pomorskim, w powiecie słupskim, w gminie Ustka. Leży w pobliżu drogi wojewódzkiej nr 203. 
Wieś wchodzi w skład sołectwa Starkowo.
W latach 1975–1998 miejscowość należała administracyjnie do województwa słupskiego.

## Nazwa
Nazwa miejscowości ma pochodzenie słowiańskie i najprawdopodobniej została przeniesiona z innej miejscowości o nieustalonym położeniu w okolicach Słupska. Powstała poprzez dodanie do spieszczonej nazwy osobowej Golęta formantu dzierżawczego -ino. Niemiecka nazwa Gallenzin jest adaptacją fonetyczną nazwy słowiańskiej. 
Rada Języka Kaszubskiego proponuje kaszubską formę nazwy Gòlãcëno.